# Crkva Gospe od Batka u Pučišćima
Crkva Gospe od Batka, crkva u Pučišćima, Brač, zaštićeno kulturno dobro

## Opis dobra
Vrijeme nastanka: 16. stoljeće. Crkvica Gospe od Batka ili sv. Ciprijana podignuta je na predjelu zvanom Batak. Jednobrodna građevina zidana je pravilnim izduženim klesancima, a nad pročeljem je kamena preslica s dvostrukim otvorom za zvona. Na nadvratniku je natpis koji spominje naručitelja plemića Ciprijana Žuvetića i šibenskog biskupa Ivana Lucića koji je crkvu posvetio 1533. god. Na glavnom oltaru je renesansni kameni poliptih s prikazom Bogorodice s Djetetom i svecima.

## Zaštita
Pod oznakom Z-1869 zavedena je kao nepokretno kulturno dobro - pojedinačno, pravna statusa zaštićena kulturnog dobra, klasificirano kao "sakralna graditeljska baština".